# Mads Albæk
Mads Winther Albæk (Roskilde, 14 januari 1990) is een profvoetballer uit Denemarken, die bij voorkeur als middenvelder speelt. Hij komst sinds 2017 uit voor de Duitse club 1.FC Kaiserslautern.

## Statistieken
| Seizoen | Club                | Land       | Competitie   | Wed. | Doelp. |
| ------- | ------------------- | ---------- | ------------ | ---- | ------ |
| 2008/09 | FC Midtjylland      | Denemarken | Superligaen  | 14   | 0      |
| 2009/10 | FC Midtjylland      | Denemarken | Superligaen  | 28   | 0      |
| 2010/11 | FC Midtjylland      | Denemarken | Superligaen  | 20   | 2      |
| 2011/12 | FC Midtjylland      | Denemarken | Superligaen  | 26   | 1      |
| 2012/13 | FC Midtjylland      | Denemarken | Superligaen  | 32   | 9      |
| 2013/14 | Stade Reims         | Frankrijk  | Ligue 1      | 27   | 2      |
| 2014/15 | Stade Reims         | Frankrijk  | Ligue 1      | 12   | 0      |
| 2015    | IFK Göteborg        | Zweden     | Allsvenskan  | 11   | 3      |
| 2016    | IFK Göteborg        | Zweden     | Allsvenskan  | 26   | 4      |
| 2017    | IFK Göteborg        | Zweden     | Allsvenskan  | 11   | 2      |
| 2017/18 | 1.FC Kaiserslautern | Duitsland  | 2.Bundesliga | 7    | 0      |
| 2018/19 | 1.FC Kaiserslautern | Duitsland  | 3.Liga       | 13   | 0      |
| Totaal  | Totaal              | Totaal     | Totaal       | 227  | 23     |

## Interlandcarrière
Albæk speelde voor diverse Deense jeugdselecties, alvorens hij in 2012 onder leiding van bondscoach Morten Olsen debuteerde voor het Deens voetbalelftal.